# Ljubnići
Ljubnići är en ort i Bosnien och Hercegovina.   Den ligger i entiteten Federationen Bosnien och Hercegovina, i den centrala delen av landet, 17 km nordväst om huvudstaden Sarajevo. Ljubnići ligger 440 meter över havet och antalet invånare är 731.
Terrängen runt Ljubnići är huvudsakligen kuperad. Ljubnići ligger nere i en dal. Runt Ljubnići är det ganska tätbefolkat, med 93 invånare per kvadratkilometer.. Närmaste större samhälle är Sarajevo, 16,9 km sydost om Ljubnići. 
Omgivningarna runt Ljubnići är en mosaik av jordbruksmark och naturlig växtlighet.